# Новы-Тарг
Но́вы-Та́рг (с пол. — «Новый Рынок», пол. Nowy Targ, нем. Neumarkt, лат. Novum Forum, Neoforum, полное название: пол. Królewskie Wolne Miasto Nowy Targ)  —  город  в Польше, входит в Малопольское воеводство,  Новотаргский повят.  Имеет статус городской гмины. Занимает площадь 51,07 км². Население — 33 493 человек (на 2006 год).

## История
Статус города получил 22 июня 1346 года.
- 1914 - c началом Первой Мировой Войны властями Австро-Венгрии Владимир Ленин был заключён в тюрьму Новы-Тарга на 12 дней по подозрению в шпионаже в пользу Российской Империи. Крупская и товарищи по партии опасались, что "в горячке мировой войны Ленина могут расстрелять без суда, или что его растерзает патриотически настроенная толпа".[1]

## Известные уроженцы и жители
- Леопольд Треппер (1904—1982) — советский разведчик, организатор и руководитель советской разведывательной сети в западной Европе во время Второй мировой войны, известной как «Красная капелла».
- Герман, Людомил (1851—1920)  — польский драматург, либреттист, литературный критик, переводчик, политический и общественный деятель. Почётный гражданин города Новы-Тарг.
- Липинский, Ипполит (1846—1884) — польский живописец.
- Ежи Белецкий (1921-2011) — польский писатель, общественный деятель. Награждён Золотым знаком «За заслуги перед городом Новы-Тарг».

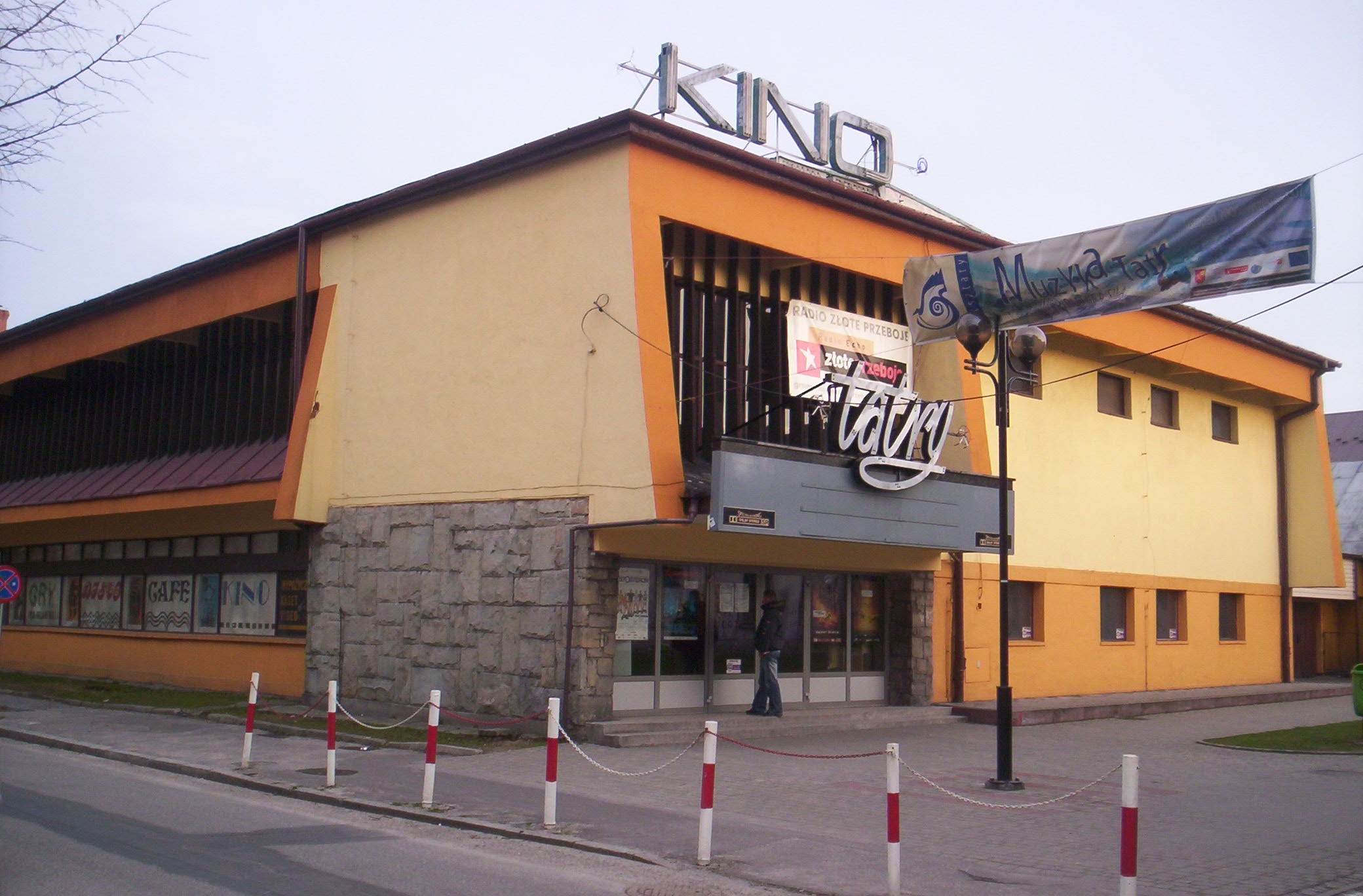
Новы-Тарг

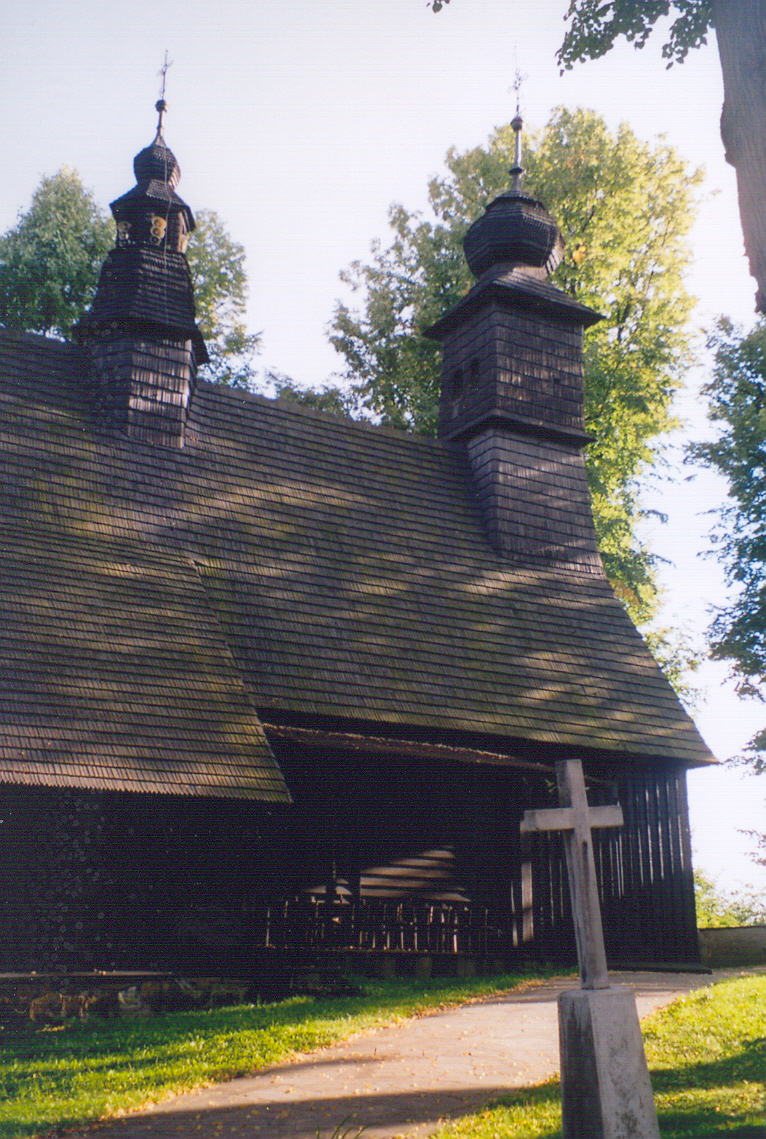
Костёл